# Polygonatum glaberrimum
Polygonatum glaberrimum là một loài thực vật có hoa trong họ Măng tây. Loài này được K.Koch miêu tả khoa học đầu tiên năm 1849.